# Копанки (Богодухівський район)
Копанки — колишнє село в Богодухівському районі Харківської області, підпорядковувалося Вікторівській сільській раді.
1999 року приєднане до села Червона Нива.
Село знаходилося в урочищі Шевченківка, по якому протікає пересихаючий струмок із загатами. За 1 км — село Байрак, за 1,5 км — селище Вікторівка.

## Принагідно
- Перелік актів, за якими проведені зміни в адміністративно-територіальному устрої України